# Agrotis livonica
Agrotis livonica är en fjärilsart som beskrevs av Teich 1886. Agrotis livonica ingår i släktet Agrotis och familjen nattflyn. Inga underarter finns listade i Catalogue of Life.